# Архиепархия Харо
Архиепархия Харо (лат. Archidioecesis Iarensis o S. Elisabeth) — епархия Римско-Католической церкви с центром в городе Харо, Филиппины. В митрополию Харо входят епархии Баколода, Кабанкалана, Сан-Карлоса и Сан-Хосе-де-Антике. Кафедральным собором apxиепархии Харо является церковь святого Елизаветы Венгерской

## История
27 мая 1865 года Римский папа Пий IX выпустил буллу Qui ab initio, которой учредил епархию Харо, выделив её из епархии Себу. В этот же день епархия Харо вошла в митрополию Манилы. В 1869 года в городе Илоило была основана Семинария Святого Винсента Феррера, ставшая одним из важным образовательных учреждений на острове Панай.
10 апреля 1910 года епархия Харо передала часть своей территории для возведения новой епархии Замбоанги и апостольскому викариату Палавана (сегодня — Апостольский викариат Пуэрто-Принсеса).
15 июля 1932 года епархия Харо передала часть своей территории для возведения новой епархии Баколода.
28 апреля 1934 года епархия Харо вошла в митрополию Себу.
2 июля 1936 года и 27 января 1951 года епархия Харо передала часть своей территории для возведения новой апостольскую префектуру Миндоро (сегодня — Апостольский викариат Калапана) и епархии Каписа (сегодня — Архиепархия Каписа).
29 июня 1951 года Римский папа Пий XII выпустил буллу Quo in Philippina , которой возвёл епархию Харо в ранг архиепархии.
2 июля 1936 года apxиепархия Харо передала часть своей территории для возведения новой территориальной прелатуры Сан-Хосе-де-Антике (сегодня — Епархия Сан-Хосе-де-Антике).

## Ординарии епархии
- епископ Mariano Cuartero y Medina (1867—1884);
- епископ Leandro Arrúe Agudo (1885—1897);
- епископ Andrés Ferrero Malo (1898—1903);
- епископ Frederick Zadok Rooker (1903—1907);
- епископ Деннис Джозеф Доэрти (1908—1915) — назначен епископом Буффало
- епископ Maurice Patrick Foley (1916—1919);
- епископ James Paul McCloskey (1920—1945);
- епископ José Maria Cuenco (1945—1951);
- архиепископ José Maria Cuenco (1951—1972);
- архиепископ Хайме Лачика Син (1972—1974);
- архиепископ Artemio Casas (1974—1985);
- архиепископ Alberto Jover Piamonte (1986—1998);
- архиепископ Angel Lagdameo (2000—2018)
- архиепископ Jose Romeo Lazo (2018 — по настоящее время)

## Источник
- Annuario Pontificio, Libreria Editrice Vaticana, Città del Vaticano, 2003, ISBN 88-209-7422-3
- Булла Qui ab initio, Pii IX Pontificis Maximi Acta. Pars prima, Vol. IV, Romae 1869, стр. 477 Архивная копия от 27 октября 2020 на Wayback Machine (лат.)
- Булла Quo in Philippina Архивная копия от 3 февраля 2020 на Wayback Machine, AAS 44 (1952), стр. 163 (лат.)